# District de Shuangqing
Pour les articles homonymes, voir Shuangqing (musique).
Le district de Shuangqing (chinois : 双清区 ; pinyin : Shuāngqīng qū) est une subdivision administrative de la province du Hunan en Chine. Il est placé sous la juridiction de la ville-préfecture de Shaoyang.